# Solresol

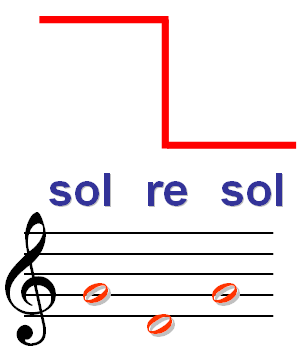

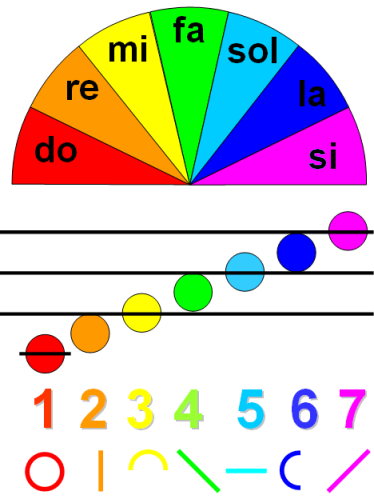

El solresol es una lengua artificial diseñada por el francés François Sudre a partir de 1817. El solresol consiguió una breve popularidad, alcanzando su máximo con la publicación Grammaire du Solrésol, de Boleslas Gajewski, en 1902. Está basado en notas musicales, así que se puede silbar o tocar con un instrumento musical, además de hablar. Dispone únicamente de siete unidades mínimas: las siete notas básicas. Esta escasez de fonemas, sin embargo, supone una gran versatilidad a la hora de transmitir la lengua por medios diferentes al convencional. Así, por ejemplo, el solresol se puede escribir de diversas formas siguiendo codificaciones establecidas: en un pentagrama, con los números del 1 al 7, con las iniciales de las notas (d, r, m, f, so, l, s), con un alfabeto estenográfico de siete figuras simples, con los siete colores del arcoíris. Se pueden utilizar otros varios sistemas no gráficos como gestos, y códigos de golpecitos, por ejemplo.
Al igual que ocurre con idiomas como el ro, las palabras se dividen en categorías de significado según la primera sílaba o nota musical. Las palabras que empiezan por 'sol' tienen significados relacionados con las artes y las ciencias; las que empiezan por 'solsol', enfermedad y medicina (por ejemplo solresol es "lenguaje", mientras que solsolredo es "migraña").
Una característica única en el solresol es que algunos antónimos se obtienen diciendo las sílabas, o notas, al revés. Así, fala quiere decir "bueno" o "sabroso", mientras que lafa es "malo".
|       |       |
| misol | solmi |
| bueno | malo  |

|         |         |
| domisol | solmido |
| dios    | diablo  |

Tras un relativo éxito efímero, cayó en el olvido frente a idiomas con mayor éxito como el esperanto. A pesar de esto, aún existe una pequeña comunidad de entusiastas[cita requerida] del solresol repartidos por el mundo y más capaces de comunicarse entre sí por medio de Internet de lo que habían sido en el pasado.